# مولریاوا
مولریاوا (به لاتین: Mulleriyawa) یک منطقهٔ مسکونی در سری‌لانکا است که در Kolonnawa Divisional Secretariat واقع شده‌است.